# Comuna Pianu, Alba
Pianu este o comună în județul Alba, Transilvania, România, formată din satele Pianu de Jos, Pianu de Sus (reședința), Plaiuri, Purcăreți și Strungari. Se află la poalele de nord ale Munților Șureanu, pe râul Pianu.

## Date economice
- Centre de prelucrare artistică a lemnului (obiecte din lemn încrustate).

- Creșterea ovinelor.

## Obiective turistice
- Rezervația naturală Oul Arșiței (0,2 ha).
- Ansamblul bisericii evanghelice din Pianu de Jos
- Biserica de lemn din Pianu de Sus
- Frumoasa (sit de importanță comunitară inclus în rețeaua ecologică europeană Natura 2000 în România).
- Frumoasa (arie de protecție specială avifaunistică)

## Demografie
Componența etnică a comunei Pianu
     Români (94,34%)
     Alte etnii (1,07%)
     Necunoscută (4,59%)
Componența confesională a comunei Pianu
     Ortodocși (90,49%)
     Penticostali (2,34%)
     Alte religii (1,04%)
     Necunoscută (6,13%)
Conform recensământului efectuat în 2021, populația comunei Pianu se ridică la 3.375 de locuitori, în creștere față de recensământul anterior din 2011, când fuseseră înregistrați 3.082 de locuitori. Majoritatea locuitorilor sunt români (94,34%), iar pentru 4,59% nu se cunoaște apartenența etnică. Din punct de vedere confesional, majoritatea locuitorilor sunt ortodocși (90,49%), cu o minoritate de penticostali (2,34%), iar pentru 6,13% nu se cunoaște apartenența confesională.

## Politică și administrație
Comuna Pianu este administrată de un primar și un consiliu local compus din 13 consilieri. Primarul, Marin Ioan Petruse[*], de la Partidul Național Liberal, este în funcție din 2000. Începând cu alegerile locale din 2024, consiliul local are următoarea componență pe partide politice:
|  | Partid                          | Consilieri | Componența Consiliului | Componența Consiliului | Componența Consiliului | Componența Consiliului | Componența Consiliului | Componența Consiliului |
|  | ------------------------------- | ---------- | ---------------------- | ---------------------- | ---------------------- | ---------------------- | ---------------------- | ---------------------- |
|  | Partidul Național Liberal       | 6          |                        |                        |                        |                        |                        |                        |
|  | Partidul Social Democrat        | 4          |                        |                        |                        |                        |                        |                        |
|  | Alianța pentru Unirea Românilor | 2          |                        |                        |                        |                        |                        |                        |
|  | Uniunea Salvați România         | 1          |                        |                        |                        |                        |                        |                        |

## Imagini

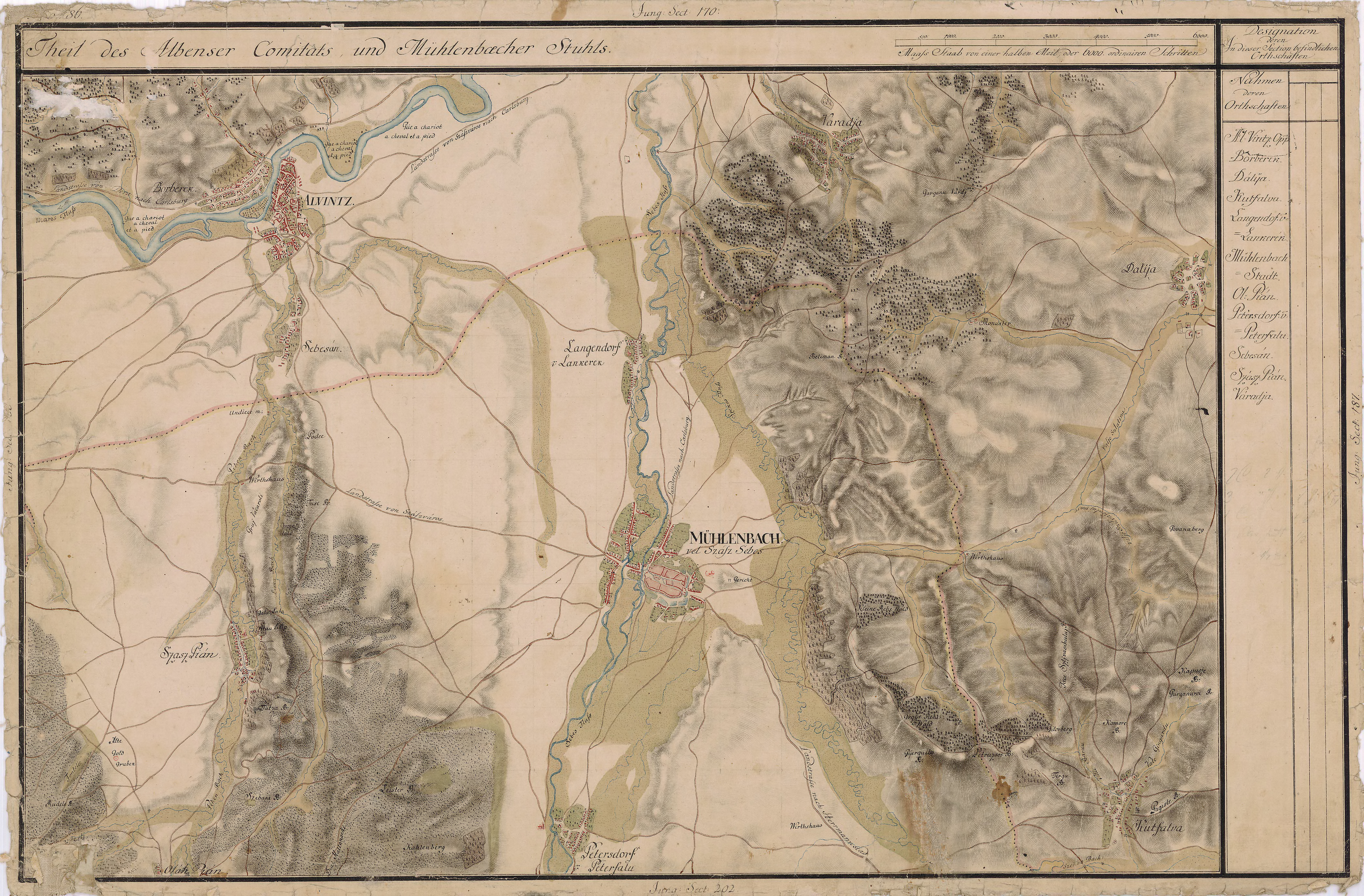
Pianu pe Harta Iosefină a Transilvaniei, 1769-1773
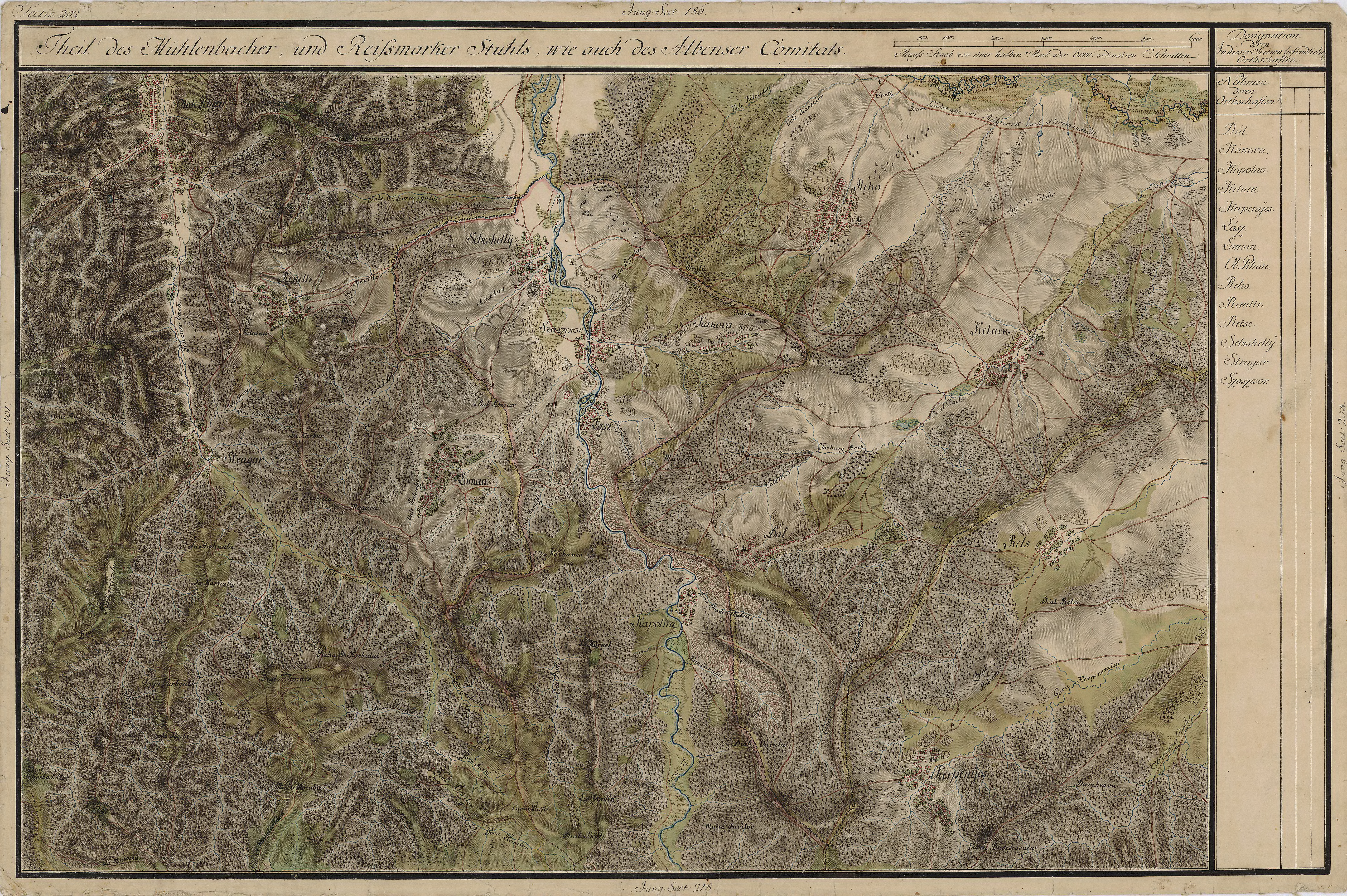
Pianu pe Harta Iosefină a Transilvaniei, 1769-1773

## Personalități născute aici
- Ioan Vulcu (1869 - 1952), deputat în Marea Adunare Națională de la Alba Iulia;
- Augustin Bena (1880 - 1962), compozitor, preot;
- Ioan Neag (n. 1994), fotbalist.